# 荞麦轴黑粉菌
荞麦轴黑粉菌（学名：Sphacelotheca fagopyri）是属于黑粉菌目黑粉菌科轴黑粉菌属的一种真菌，寄生在荞麦属植物上。该种分布于中国、印度。